# Aruša
Aruša je tanzanijsko mesto in regionalno glavno mesto regije Arusha s 416.442 prebivalci plus 323.198 prebivalci v okoliškem podeželskem okrožju Arusha (popis 2012). Mesto Aruša, ki leži pod goro Meru na vzhodnem robu vzhodne veje Velikega tektonskega jarka, ima zmerno podnebje. Mesto je blizu narodnega parka Serengeti, Zavarovanega območja Ngorongoro,  narodnega parka jezera Manyara, soteske Olduvai, narodnega parka Tarangire, gore Kilimandžaro in gore Meru v narodnem parku Aruša in tako velja za svetovno prestolnico safarija.
Mesto Aruša je glavno mednarodno diplomatsko središče. Gosti Vzhodnoafriško skupnost (East African Community (EAC)). Od leta 1994 do 2015 je mesto gostilo tudi Mednarodno kazensko sodišče za Ruando (International Criminal Tribunal for Rwanda – ICTR; francosko Tribunal pénal international pour le Rwanda; Kinyarwanda: Urukiko Mpanabyaha Mpuzamahanga Rwashyiriweho u Rwanda), vendar je ta subjekt prenehal delovati. To je večkulturno mesto z večinsko tanzanijsko populacijo mešanega ozadja: avtohtono afriško, arabsko-tanzanijsko in indijsko-tanzanijsko prebivalstvo ter majhno evropsko in severnoameriško manjšino. Religije prebivalstva mesta Aruša so krščanstvo, islam, sikhizem in hinduizem. Leta 2018 je bilo razglašeno, da bo mesto Aruša glavno mesto predlagane Vzhodnoafriške federacije, ker se nanj gleda kot na nevtralno mesto, ki ne služi kot politično središče nobene od sestavnih držav. Mesto ima tudi pomen za celotno Vzhodno Afriko zaradi svoje dolge zgodovine gostovanja pomembnih vzhodnoafriških dogodkov in institucij.

## Zgodovina
Sedanje mesto Aruša je bilo v 1830-ih prvo naselje kmetijsko-pastoralnij Aruša Masajev iz skupnosti Arusha Chini, južno od gore Kilimandžaro. S pastoralnim Kisongo Maasai so trgovali z žiti, medom, pivom in tobakom v zameno za živino, mleko, meso in kože.  Povpraševanje po živilih Aruše se je znatno povečalo v 1860-ih, ko je bila trgovska pot doline Pangani podaljšana skozi Old Moshi in nazadnje v zahodno Kenijo. Čeprav še ni bilo mesto, je bilo regijsko središče in je imelo številne urbane značilnosti.
Arušo so Nemci osvojili leta 1896 po umoru prvih dveh misijonarjev, ki sta se poskušala naseliti na bližnji gori Meru. Nemci so leta 1900 vzpostavili stalno prisotnost, ko je bila zgrajena vojaška utrdba (boma).  »Boma je bila trdna podlaga, ki naj bi vtisnila nemški moralni in politični red na okoliško podeželje. Stavba, podobna trdnjavi, je bila postavljena na vzpetini s pogledom na ravnice in je obvladovala okoliško pokrajino« skupaj z mitraljezom. Številne Afričane so Nemci na silo izselili iz njihovih domov in jih prisilili kopati apno ali prenašati kamenje za gradnjo utrdbe.
Britanci so leta 1916 med prvo svetovno vojno odvzeli Arušo Nemcem.  Nemški uradniki so zapustili območje, Britanci so izgnali nemške misijonarje in naseljence, od mesta pa je ostala le skeletna vojaška uprava. Toda počasi se je v 1920-ih začela izvajati civilna uprava, prihajali so misijonarji iz Združenih držav, britanski in grški naseljenci so ponovno zasedli nekdanje nemške kmetije in mesto je raslo, zlasti potem, ko so Britanci premestili regionalno upravo iz New Moshija v Arušo. Razširitev železnice od Moshija do Aruše v letih 1928–29 je močno povečala trgovino. Velika gospodarska kriza je kmalu zatem zadušila trgovino in Aruša je leta 1940 imela manj kot 2000 prebivalcev.  Rast se je nadaljevala med drugo svetovno vojno in do leta 1948 se je prebivalstvo povečalo na več kot 5000.  Do 1950-ih je bila Aruša »poliglotsko, zahodnjaško malo mesto; ima grško skupnost, nekaj Nemcev iz pred prve svetovne vojne in nekaj nemških judovskih beguncev po drugi svetovni vojni.« Leta 1953 je bilo v regiji Aruša razglašeno izredno stanje kot odgovor na vstajo Mau Mau. Novinar John Gunther je takrat opozoril, da je »zvesto pleme, Waarusha, grozilo, da bo sprejelo nasilne protiukrepe proti samim Kikuyu, če tega ne bodo storili Britanci. Oblasti so aretirale vodilne zarotnike Mau Mau, pregledale na tisoče drugih in druge tisoče izgnale nazaj v Kenijo.«
V 1960-ih so dele filma Hatari! z Johnom Waynom so snemali v Momelli.
Aruša je bila ključno mesto v zgodovini sodobne Tanzanije. Uradne dokumente, ki prepuščajo neodvisnost Tanganjiki, je Združeno kraljestvo podpisalo v Aruši leta 1961. Prav tako je bila leta 1967 v Aruši podpisana Arušiška deklaracija (najvidnejša politična izjava Tanzanije o afriškem socializmu).
Aruški sporazum so podpisali v mestu Aruša 4. avgusta 1993 predstavniki konkurenčnih frakcij v državljanski vojni v Ruandi.
Aruški sporazum o miru in spravi za Burundi je bil podpisan 28. avgusta 2000 kot del procesa vzpostavljanja miru v tej državi z delitvijo oblasti in vzpostavitvijo prehodne vlade.
Januarja 2015 je sporazum iz Aruše za Južni Sudan ustvaril okvir za ponovno združitev vladajoče stranke SPLM v Južnem Sudanu, ki se je razdelila na tri, kar je povzročilo humanitarno krizo, ko so se spopadi med frakcijami okrepili. Določal je, da se vsi odpuščeni člani SPLM vrnejo na prejšnje položaje in da se sprejme sistem tajnega glasovanja.
Leta 1994 je Varnostni svet ZN s svojo resolucijo 955 z dne 8. novembra 1994 odločil, da mora Aruša gostiti Mednarodno kazensko sodišče za Ruando. Ustanovitev sodišča s tujimi zaposlenimi je vplivala na lokalno gospodarstvo mesta, ki je povečala življenjske stroške prebivalcev. Sodišče se je zmanjšalo zaradi zaprtja leta 2014, vendar njegov pravni naslednik, Mednarodni rezidualni mehanizem za kazenska sodišča, ustanovljen z Resolucijo Varnostnega sveta Združenih narodov 1966, še naprej gosti podružnico v Aruši, ki se je odprla 1. julija 2012.
Aruša je bila uradno razglašena za mesto 1. julija 2006 s strani tanzanijske vlade.
Leta 2013 se je kamnolom v Aruši po močnem dežju zrušil in ubil 14 rudarjev.

## Geografija
Kljub bližini ekvatorja Aruša na nadmorski višini 1400 metrov na južnih pobočjih gore Meru ohranja temperature relativno nizke in blaži vlažnost. Večji del leta prevladuje hladen suh zrak. Temperatura se običajno giblje med 10 in 30 °C, s povprečno letno visoko temperaturo okoli 25 °C. Ima izrazito mokro in suho sezono in doživlja prevladujoč vzhodni veter iz Indijskega oceana, nekaj sto kilometrov vzhodno. Po Köppnovi podnebni klasifikaciji ima subtropsko visokogorsko podnebje (Cwb). Območja, ki so oddaljena od Aruše na jugu in zahodu, so razvrščena kot podnebje tropske savane (Aw).
Rekordna[17] najvišja temperatura od začetka beleženja leta 2000 je 39 °C. Rekordno nizka temperatura je 7 °C. Aruša ima povprečno 29,8 dni na leto nad 32 °C – vse med novembrom in marcem. Povprečno letno povprečje padavin v Aruši je 1180 milimetrov, večinoma prihaja v dolgi deževni sezoni od marca do maja. Območja neposredno severno in severovzhodno od Aruše lahko dobijo več dežja in nižje temperature zaradi vpliva gore Meru, katere padavinska senca sega proti jugovzhodni strani gore.
Aruša in severno višavje Tanzanije doživlja bimodalni vzorec padavin z dvema deževnima sezonama. Veliko pridelkov se posadi dvakrat na leto. Dolgo deževje masika od marca do maja je v Aruši zaradi vpliva gore Meru bolj zanesljivo kot v okolici. Kratki deževji vuli sta manj zanesljivi, običajno prihajata novembra in decembra. Suha sezona kiangazi je od junija do oktobra. Na višjih območjih severno in severovzhodno od mesta živijo kmetje, ki gojijo banane, kavo, zelje, krompir, korenje, listnato zelenjavo in drugo zelenjavo. Gojenje na območjih na severozahodu, zahodu, jugozahodu, jugu in jugovzhodu se osredotoča na koruzo, fižol in pšenico. Obstaja pomembna vrtnarska industrija, kjer več podjetij goji cvetje za izvoz v Evropo.

## Gospodarstvo
Primarna industrija mesta je storitveni sektor. Mesto gosti številna mala in velika podjetja, od maloprodaje do komercialnih podjetij.
Mesto gosti številna mala in velika bančna podjetja.
Mesto Aruša je dom največjega proizvodnega sektorja v regiji s pivovarnami in predelavo kmetijskih gozdov ter velikim proizvajalcem farmacevtskih izdelkov.
Turizem je tudi pomemben del gospodarstva mesta Aruša in največji gospodarski sektor v Tanzaniji. Mesto je na severnem safari krogu v bližini nekaterih največjih narodnih parkov in rezervatov divjadi v Afriki, vključno z nacionalnim parkom Serengeti, nacionalnim parkom Kilimandžaro, zavarovonim območjem Ngorongoro, narodnim parkom Aruša, nacionalnim parkom jezera Manyara in nacionalnim parkom Tarangire.
V Aruši delujejo številne nevladne organizacije, vključno s številnimi, ki se osredotočajo na področja, kot so ozaveščanje o virusu HIV in aidsu, izobraževanje otrok in mikrofinanciranje.
Mestni mednarodni konferenčni center Aruša gosti številna konferenčna srečanja.

## Okrožja
Med pomembnejšimi okrožji Aruše so Central Business Area, ki je ob stolpu z uro; Sekei na severozahodu, ki je večinoma stanovanjski z živahnim nočnim življenjem; Njiro, hitro rastoče predmestje srednjega razreda na jugu; in Tengeru, živahno tržno mesto na vzhodu.
Severno od Aruše so okrožja Karatu, Ngorongoro, Monduli, Arumeru in Longido, približno 90 minut severno od Aruše z daladala (minibus) vzdolž ceste Arusha-Nairobi.

## Kultura
Mesto gosti Narodni naravoslovni muzej, ki vsebuje tri eksponate o zgodnjem človeku, rastlinah in živalih te regije ter zgodovini mesta. Prirodoslovni narodni zgodovinski muzej, ki je v 'bomi', je bil v 1900-ih administrativna postojanka Nemcev. Odprt je bil leta 1987 kot javni muzej in prikazuje pomembne dobrine znanstveni skupnosti, kot so modeli ljudi avstralopitekov, človeških prednikov, ki so živeli pred več kot 2 milijona let.
Majhen muzej ob spomeniku Uhuru prikazuje informacije o postopkih deklaracije iz Aruše iz leta 1967.

## Kraji čaščenja
Med bogoslužji so pretežno krščanske cerkve in templji: rimskokatoliška nadškofija Aruša (katoliška cerkev), anglikanska cerkev Tanzanije (anglikansko občestvo), evangeličanska luteranska cerkev v Tanzaniji (svetovna luteranska federacija), baptistična konvencija Tanzanije (baptistična World Alliance), božje skupščine. Obstajajo tudi muslimanske mošeje.

## V popularni kulturi
Arusha je bila prizorišče filma Hatari! iz leta 1962, ki ga je režiral Howard Hawks in v katerem je igral John Wayne.

## Pobratena mesta
- Durham, Severna Karolina, ZDA
- Kansas City, Misuri, ZDA
- Mürzzuschlag, Avstrija
- Tifariti, Zahodna Sahara